# Крац, Кевин
Ке́вин Крац (нем. Kevin Kratz; родился 21 января 1987 года в Эшвайлере, ФРГ) — немецкий футболист, полузащитник.

## Клубная карьера
Крац выступал за юношеские команды «Лауренцберг» и «Германия Дюрвисс». В 1998 году присоединился к «Байеру 04».
В 2006 году дебютировал за второй состав леверкузенцев в матче против «Любека».
В 2009 году Кевин перешёл в «Алеманию» из Ахена, выступавшую во Второй Бундеслиге. Свой первый матч он сыграл 23 августа 2009 года против «Кайзерслаутерна». Первоначально Крац рассматривался в качестве игрока подмены для Кристиана Филя, однако Кевин сумел прочно занять место в основном составе «Алемании». В феврале 2011 года продлил контракт до июня 2013. За три сезона в Алене Кевин провёл 68 матчей и забил 1 гол.
Летом 2012 года Крац подписал двухлетний контракт с брауншвейгским «Айнтрахтом». Свой первый матч за новый клуб Кевин сыграл 5 августа 2012 года против «Кёльна». По итогам сезона брауншвейгцы добились права выступать в Бундеслиге. Дебютный матч в высшем футбольном дивизионе Германии Крац провёл в матче 1 тура с бременским «Вердером». Уже в следующем туре Крац отметился забитым мячом в ворота дортмундской «Боруссии».
В сентябре 2016 года Крац в качестве свободного агента был подписан клубом MLS «Филадельфия Юнион».
11 декабря 2016 года «Филадельфия Юнион» обменяла Краца в «Атланту Юнайтед» на пик четвёртого раунда Супердрафта MLS 2020. За новообразованный клуб из столицы Джорджии дебютировал 15 апреля 2017 года в матче против «Монреаль Импакт», выйдя на замену во втором тайме. Свой первый гол за «Атланту Юнайтед» забил 13 сентября 2017 года, поучаствовав в разгроме «Нью-Инглэнд Революшн» со счётом 7:0. По окончании сезона 2019 контракт Краца с «Атлантой Юнайтед» истёк.